# چینج آیلندز
چینج آیلندز (به انگلیسی: Change Islands) یک شهرک در کانادا است که در نیوفاندلند و لابرادور واقع شده‌است.